# 篆刻

「陰刻」之例、漢委奴國王印文

篆刻二字，最初見於揚雄的法言：“童子彫蟲篆刻是也。”篆刻有廣義與狹義兩種解釋。狹義的篆刻專指後人所謂的治印之學；廣義的篆刻則泛指一切雕琢技法。
篆刻也是刻印印章的一種，但卻是藝術家將學術，素養化作個性所表現出來的藝術。

## 分类
- 按照印文的凹凸，可以分为印面文字凸起的朱文印（阳文印）和印面文字凹陷的白文印（阴文印）。[1]
- 按照用途和使用场合，可分为官印、私印。
- 其它分类如肖形印等等

## 中國篆刻史

### 殷商
中國篆刻史即是一部印章的歷史。有一種觀點認為，印章起源于夏・商・周時期，其證據為出土于河南安陽（商朝晚期都城殷墟所在地）的三枚殷銅璽。不過也有很多質疑的聲音，認為這三枚銅璽并非殷商之物。

### 戰國時期
現存最古老的印章，可以追溯到戰國時期。先秦時期的印章叫做鈢，故這一時期的印章統稱為古鈢。這些印章的材質多為銅質，但亦有采用銀質或玉質。朱文（陽刻）、白文（陰刻）印均有發現，印文書體使用六國古文。在戰國時期政治、經濟大發展的歷史背景下，印章成為君臣關係、商品貿易的重要憑證，并廣泛用與竹簡與木簡的封泥上。除文字印外，還多見內容為繪畫圖案，特別是動物圖案的裝飾性肖形印。這種肖形印的存在延續到六朝時期，隨后逐漸消失。

## 發展
秦始皇的玉壐已用小篆刻製。篆同瑑，篆是一種書體，一般說法就是用篆書來刻製印章便是篆刻。印章由文人自己動手刻製，传说是在明末，传说王冕發現用花乳石可以刻印，繼而文彭、何震大力投入，文人印於是廣為發展，篆刻也开始作为文人追求的艺术，而非仅仅只是工匠的技术。比较可靠的资料，酷爱印章艺术的文彭，原先自己写印稿子请工匠雕琢；偶然机会遇到市场上有人卖一种叶蜡石，是种青田石的灯光冻，发现这种石质可以雕琢，于是自己动手刻印。
後起之蘇宣、朱簡、汪關等帶領，風氣大盛，篆刻遂與書、畫分庭抗禮，成為中國美術之一環。當型態成熟之後，逐漸有了不同的風格，而風格的異同，匯集成不同的流派。程邃、巴慰祖、胡唐、汪肇龍為徽派四大家。
清代中叶是篆刻的全盛时期，清初至中葉，丁敬、黃易等人擺脫徽派影響，從漢印再出發，開創浙派，這兩大流派主掌了整個印壇。稍後，鄧石如精於書法，特別是篆文隸書，結合書與印，所謂“印從書入，書從印出”，不再囿於古印，有了新的面貌，這一風格延續到目前影響極為深遠。清末民初，黃士陵、吳昌碩、齊白石諸大家，各有風貌。

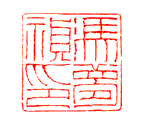
冯梦祯印
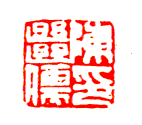
陈继儒印
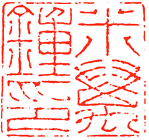
米万钟印
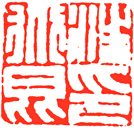
汪道昆印

## 主要流派及简介
- 皖派（徽派）

代表人物：何震、文彭、苏宣等
- 歙派（歙中四子）

代表人物：程邃、巴慰祖、胡唐、汪肇龙
- 泗水派

代表人物：苏宣
- 粤派（黟山派）

代表人物：黄士陵
- 浙派（西泠八家）

代表人物：丁敬、蒋仁、黄易、奚冈、陈豫钟，陈鸿寿、赵之琛、钱松
- 新浙派

代表人物：赵之谦、厉良玉、吴昌硕
- 赵派（虞山派）

代表人物：邓散木
- 鲁派（齐鲁派）

代表人物：刘兴、孟国波、李家栋、张诚、司彬钰、李旸铭
- 娄东派

代表人物：汪关、林皋（林派）、巴慰祖
- 扬州派

代表人物：林皋（林派）、汪关、沈世和
- 如皋派

代表人物：许容、童昌龄、陈瑶典等
- 云间派

代表人物：王曾麓父子、鞠昆皋
- 京派

代表人物：齐白石
- 闽派（莆田派）

代表人物：宋珏、吴晋、练元素、薛穆生、许有介、兰公漪等

## 相关工具
- 刻刀
- 印泥
- 印床
- 印谱